# こぎみゅん
こぎみゅん（英: Cogimyun）は、日本のサンリオによるキャラクター。
公式サイト内の特徴では「ふしぎ系」に分類される。
小麦粉の妖精。粉なので驚くと散ってしまう。おにぎりに憧れている。しかし、おにぎりが何かは知らない。会ったこともない。いつも一緒にいるのは皆のペットのエビちゃん。

## 来歴
2015年にキャラクター開発。
2018年10月にサンリオピューロランドデビュー。蒼井翔太による貸切イベント「しょーたんとキキララのキラキラフェスタ」でパレード出演もした。またMiracle Gift Paradeの前座に「いちおしキャラクター」として「こぎみゅん」のライブキャラクター（着ぐるみ）が登場していた時期もあった。
2019年2月6日からLINE LIVEでの配信を開始。月1,2回のペースで不定期に配信されていたが、2022年6月13日をもって最終回を迎え、配信を終了した。6月18日にはショートアニメが限定配信された。全24話。
同年11月20日から全国のサンリオショップでグッズ展開が開始された。
2020年12月には公式YouTubeチャンネルが開設。過去に放送されたアニメの配信や曲のカバー動画等が投稿されている。
2021年7月7日には、XR技術を搭載したショッピングアプリ「こぎみゅんのおみせ」がリリースされた。なお、2022年6月13日を以って、サービスを終了した。
2021年12月18日に自身初となるバーチャルライブ「こぎみゅん 1st Virtual Live Event」を開催。前述の公式YouTubeチャンネルに投稿されたカバー曲及びオリジナルソングが披露された。
2022年8月1日にmonogatary.com主催の「モノコン2022」の俳句コンテスト「ゆる俳句コンテスト」のアンバサダーに就任した。

## プロフィール
※設定は2021年現在のもの。この節の出典は特に記載がない限り、及びから。

### こぎみゅん
- 本名 - こぎみゅん
- 誕生日 - 5月7日（粉の日）
- 性別 - 女の子
- 趣味 - コギムコーポのお掃除
- 好きな食べ物 - いちご[11]
- 特技 - お裁縫[11]
- チャームポイント - 麦のリボン
- 家族構成 - 祖父、ペット（エビフライ）
- 担当声優 - 花柚[12]

小麦粉の妖精（コギムーナ）でちょっとしたことですぐに散ってしまう儚い性格。語尾は「〜みゅん」。将来はおにぎりになりたいと思っているが、まだおにぎりを見たこともない。現在は旅に出た祖父に代わってコギムコーポの管理人をしている。コムギコ保育園に通っている。

### パートナー
エビフライ
エビフライのコギムニスト。周りからは「エビちゃん」と呼ばれている。みんなのペットで、いつもこぎみゅんの傍にいる。他のキャラクターと違い、喋ることはなく「ebi」という鳴き声のみである。
こぎみゅんが小さい頃、迷子になりお家に帰れなくなった時に助けてくれた。
うさぎさん
こぎみゅんとエビフライが散歩中に出会ったコギムーナのようなピンク色のうさぎ。出会って以降、こぎみゅん達と共に行動するようになる。
こぎみょん
こぎみゅんの弟的な存在。語尾は「～みょん」。祖父の手紙に感動したこぎみゅんが、涙をこむぎねんどに落としたことによって誕生した。誕生日は11月5日。

### コギムコーポの住人
- ぎょうざくん - 餃子のコギムニスト。焼く前の粉の付いたすべすべ肌がお気に入り。
- たこやきシスターズ - たこ焼きのコギムニスト。明太マヨ（長女）、辛口ソース（次女）、甘口ソース（三女）からなる三姉妹。今どきのギャル風な性格で流行りものが好き。
- ピッツアン - ピッツアのコギムニスト。イタリア人を装っているが、イタリア語は「buono（ボーノ）」しか言えない。
- うどんさん - うどんのコギムニスト。コギムコーポで一番の頑固者。
- チョココロネェ - チョココロネのコギムニスト。時に厳しいことを言う事もあるが、それは相手を思ってのことである。
- ケーキちゃん - ホールケーキのコギムニスト。女子力は高いが、腹黒。
- パスタン - パスタのコギムニスト。ネコになりたくて、いつもネコのマネをしている。
- からあげ兄弟 - からあげのコギムニスト。いつもテンションが高い。

## ショートアニメ
『こぎみゅん』のタイトルで、2017年7月30日から2018年1月7日までAbemaTVの 新作TV アニメチャンネル にて毎週日曜日23時58分に放送された。
その後、2019年6月17日より、第2期｢おにぎりになりたい こぎみゅん｣のタイトルでこぎみゅん公式LINELIVE内にて不定期で配信された。アーカイブには残らない儚いアニメとなる。また本作はサブタイトル表記がない。
さらに同年10月16日から2020年6月10日までは毎週木曜日にフジテレビ系列「♯ミニレアガール」内にて第1期の地上波放送が決定した。第1期の終了後は第2期が放送された。フジテレビ系列で放送されるサンリオ原作のアニメは今作が初となる。
また、こぎみゅん公式YouTubeチャンネルでは全話無料配信されている。

### エンディング曲
「ファーストデート」(第1期)
作詞作曲 - 井上苑子・安楽謙一・KIKI・幕須介人・Ryo Ito/ 歌 - 井上苑子

### 各話リスト
第1期
| 話数       | サブタイトル             |
| ---------- | ------------------------ |
| 第1話      | 管理人って何？           |
| 第2話      | 将来の夢って何？         |
| 第3話      | 愛って何？               |
| 第4話      | 盛れてるって何？         |
| 第5話      | 壁ドンって何？           |
| 第6話      | 結婚って何？             |
| 第7話      | ピンチはチャンスって何？ |
| 第8話      | おばけって何？           |
| 第9話      | おにぎりコロコロ         |
| 第10話     | トリセツって何？         |
| 第11話     | 失恋って何？             |
| 第12話     | 青春って何？             |
| 第13話     | キラキラネームって何？   |
| 第14話     | パリピって何？           |
| 第15話     | 新入り小悪魔ケーキちゃん |
| 第16話     | 日焼けって何？           |
| 第17話     | じゃんけんって何？       |
| 第18話     | パスタンは猫？           |
| 第19話     | ラテアートって何？       |
| 第20話     | パスタンの秘密           |
| 第21話     | しりとりしよう           |
| 第22話     | 既読スルーって何？       |
| 第23話     | 断捨離って何？           |
| 第24話(終) | 雪合戦しよう             |

## 歌
2019年6月11日、第2期の配信決定を記念してこぎみゅん初のオリジナル曲、｢こむぎこのうた｣の制作が決定した。その後、12月22日に開催されたサンリオピューロランドのイベントでお披露目された。
2021年12月18日に自身初となるバーチャルライブ「こぎみゅん 1st Virtual Live Event」にて、｢ハッピーガール｣がお披露目された。翌年1月28日にはMVが解禁された。

## その他
- こぎみゅんがおにぎりになりたい理由は、祖父が世界で一番美味しい食べ物だと言っていたことから。LINELIVEにて大好きなおじいちゃんの好きな食べ物になりたいと語っている。
- コギムニストになる条件として、こぎみゅんは「お料理になって、一人前になるとなれる。」と語っている。

## サンリオキャラクター大賞の順位
『いちご新聞』の読者投票企画『サンリオキャラクター大賞』には2018年より参戦している。
第33回（2018年）は、こぎみゅんが「新人賞」を受賞したほか、こぎみゅんとその友だち（サブキャラ）が「BestTeamアワード」を受賞した。
第34回（2019年）は、順位を28位から19位に飛躍的に上げたことにより、「ホップステップジャンプ賞」を受賞した。
第35回（2020年）は、目標にしていた15位よりも上位の13位にランクインされ、「ベストランキングアワード」を受賞した。また、『いちご新聞』に届いた票のみを集計した「いちご新聞ランキング」ではトップ10入り（第9位にランクイン）する快挙を見せた。また、この回はコロナ関連によるサンリオショップの臨時休業が相次ぎ、思うようにサンリオショップ店頭からの投票（チップde投票）が出来なかったため、サンリオキャラクター大賞終了後の6月12日から30日にかけて、スピンアウト企画の 「チップde投票リターンズ」がサンリオショップ各店舗で開催され、サンリオショップのひとつのハーモニーランドにおいての結果は「こぎみゅん」は28位であった（この回の票は、公式にはサンリオキャラクター大賞本戦の結果には反映されない）。
また、いちご新聞オリジナル企画で2016年より「サブキャラコンテスト」が開催されている。第3回（2018年）の「サブキャラコンテスト」では「うどんさん」が22位にランクインされた。第4回（2019年）は第1回（2016年）〜第3回（2018年）までの上位20キャラクター同士の決戦コンテストで、「こぎみゅん」のサブキャラは上位20キャラクターに該当しないためノミネートしていない。第5回（2020年）の「サブキャラコンテスト」では「えびちゃん」が8位、「からあげ兄弟」が36位にランクインされた。
- 2018年サンリオキャラクター大賞28位（いちご新聞ランキング26位[25]）。
- 2019年サンリオキャラクター大賞19位（いちご新聞ランキング17位[26]）。
- 2020年サンリオキャラクター大賞13位（いちご新聞ランキング9位[27]）。
- 2021年サンリオキャラクター大賞10位[28]（いちご新聞ランキング10位[29]）。
- 2022年サンリオキャラクター大賞9位[30]（いちご新聞ランキング11位[31]）。
- 2023年サンリオキャラクター大賞11位
- 2024年サンリオキャラクター大賞12位
- 2025年サンリオキャラクター大賞13位